# Darlene Conley
Darlene Conley (Chicago, 18 luglio 1934 – Los Angeles, 14 gennaio 2007) è stata un'attrice statunitense.
Divenuta celebre in tutto il mondo per aver interpretato il personaggio di Sally Spectra nella famosa soap opera Beautiful, nella sua lunga carriera ha interpretato oltre venti film per il grande schermo e partecipato ad altrettante serie TV, che le hanno permesso di recitare accanto a numerose star tra le quali Anthony Perkins, Kirk Douglas, Bill Cosby, Tom Bosley, Burt Lancaster, Walter Matthau, Mickey Rooney ed Elizabeth Taylor.

## Biografia e carriera
Figlia di Melba Manthey e Raymond Conley.

### Carriera teatrale
Darlene Conley iniziò la sua carriera a soli 15 anni, nel 1949. Scoperta dal produttore Jed Harris, recitò a Broadway nel dramma L'ereditiera (1957) e, durante gli anni sessanta, proseguì la carriera sul palcoscenico dei più grandi teatri.

### La carriera cinematografica
Nel 1963 il regista Alfred Hitchcock la scelse per interpretare la parte di una cameriera in uno dei suoi capolavori, Gli uccelli. L'attrice decise di lasciare il teatro e proseguire la carriera cinematografica, ottenendo altri ruoli di contorno in film importanti come La valle delle bambole (1967).
Ma i suoi ruoli più importanti al cinema furono in due film diretti da John Cassavetes, Volti (1968) e Minnie and Moskowitz (1971), che vedevano come protagonista Gena Rowlands. Seguirono altri titoli interessanti come La signora del Blues (1972), mentre nel 1978 affiancò  Elizabeth Taylor nel film Un amore impossibile.
Il suo ultimo film degno di nota fu la commedia poliziesca Due tipi incorreggibili (1986) dove recitò con Kirk Douglas e Burt Lancaster.

### Il successo internazionale
In televisione interpretò ruoli in numerosi telefilm e soap di successo. Primo fra tutti, quello della spietata Rose DeVille in Febbre d'amore ruolo che ricoprì, anche se a periodi alterni, dal 1979 al 1986; il personaggio di Rose era una disonesta donna d'affari, implicata in loschi affari di droga, prostituzione e traffico di bambini.
La Conley diventò un volto noto delle soap-opera, recitando in molti altri famosi serial statunitensi: fu Edith Blake ne I giorni della nostra vita (1983), Louise in Capitol (1983) e Trixie in General Hospital (1984).
Recitò contemporaneamente anche in alcuni telefilm: fu Mims e la Signora Simpson nella serie La signora in giallo (1985) con Angela Lansbury e apparve anche in I Jefferson (1979), La casa nella prateria (1981) e molti altri.
I coniugi Bell, che la scelsero per la parte di Rose De Ville in Febbre d'amore, nel 1989 le offrirono un  ruolo nella loro nuova soap opera, Beautiful. Nacque così il personaggio di Sally Spectra, ruolo che la Conley vestì per quasi vent'anni, fino alla fine del 2006, e le diede fama e consacrazione a livello mondiale, con due candidature all'Emmy Awards come miglior attrice non protagonista.
In quasi vent'anni a Beautiful, il poliedrico personaggio di Sally fu di volta in volta buona, cattiva, vendicativa, sexy, ironica. Proprietaria della celebre, ma sfortunata, Spectra Fashion, Sally fu per anni la storica rivale di Stephanie Forrester (Susan Flannery) e non solo in affari. Infatti le due donne si contesero anche il bel Eric (John McCook) per il quale Sally ha sempre avuto un debole. Nel 2005 la Spectra chiuse i battenti e Sally diventò la segretaria della Forrester Creations diventando così "amica" di Stephanie e di tutti i Forrester. Nella serie ebbe due figli, Macy Alexander (Bobbie Eakes) e C.J. Garrison (Mick Cain), quest'ultimo nato dal matrimonio con l'amico e socio d'affari Clarke Garrison (Daniel McVicar). Sua grande amica, tanto da adottarla come figlia, fu Darla (Schae Harrison). Nel 2006, per complicazioni di salute, l'attrice dovette smettere di recitare e pochi mesi dopo morì. Nella soap, Sally invece è ancora viva e vegeta ed è partita per un lungo viaggio verso mete esotiche.
Nel 2002 il museo delle cere Madame Tussauds ha onorato l'attrice come unica donna delle soap ad essere presente nei musei.

### La morte
Morì a Los Angeles, il 14 gennaio 2007, a causa di un tumore allo stomaco.

## Filmografia parziale

### Cinema
- Gli uccelli (The Birds), regia di Alfred Hitchcock (1963)
- La valle delle bambole (Valley of the Dolls), regia di Mark Robson (1967)
- Volti (Faces), regia di John Cassavetes (1968)
- Minnie and Moskowitz, regia di John Cassavetes (1971)
- La signora del Blues (Lady Sings the Blues), regia di Sidney J. Furie (1972)
- Catturate Christie Love!, regia di Bruce Kessler (1974)
- Un amore impossibile, regia di Joseph Hardy (1978)
- Il Natale di Rudolph e Frosty, regia di Jules Bass (1979)
- La scelta, regia di David Greene (1981)
- The Fighter, regia di David Lowell Rich (1983)
- Due tipi incorreggibili (Tough Guys), regia di Jeff Kanew (1986)
- Il ritorno di Mombi, regia di Keith Ingham (1997)

### Televisione
- Reporter alla ribalta (The Name of the Game) – serie TV (1970)
- Gunsmoke – serie TV (1970)
- Ironside – serie TV (1970)
- Longstreet – serie TV (1971)
- Mary Tyler Moore Show – serie TV (1974)
- Febbre d'amore (The Young and the Restless) – soap opera (1979-1986)
- I Jefferson (The Jeffersons) – serie TV (1979)
- La casa nella prateria (Little House on the Prairie) – serie TV, episodio 8x05 (1981)
- New York New York (Cagney & Lacey) – serie TV (1983)
- Il tempo della nostra vita (Days of Our Lives) – soap opera (1983)
- Capitol – soap opera (1983)
- Non voglio morire (I Want to Live), regia di David Lowell Rich – film TV (1983)
- General Hospital – soap opera (1984)
- Robert Kennedy, la sua vita e il suo tempo – miniserie TV (1985)
- La signora in giallo (Murder, She Wrote) – serie TV, episodio 2x09 (1985)
- Top Secret (Scarecrow and Mrs. King) – serie TV (1987)
- Autostop per il cielo (Highway to Heaven) – serie TV (1987)
- Beautiful (The Bold and the Beautiful) – soap opera (1989-2006)

## Doppiatrici italiane
- Flora Carosello ne La casa nella prateria
- Isa Bellini in Due tipi incorreggibili
- Solvejg D'Assunta in Beautiful
- Graziella Polesinanti in Beautiful (ep. 7000)

Da doppiatrice è sostituita da:
- Alina Moradei ne Il Natale di Rudolf e Frosty

## Premi e candidature
Emmy Awards 
- Candidatura Miglior attrice non protagonista in una serie drammatica, per Beautiful (1991)
- Candidatura Miglior attrice non protagonista in una serie drammatica, per Beautiful (1992)

 Madame Tussauds 
- Statua di cera nella categoria TV Star, Amsterdam e Las Vegas (2002)

 Soap Opera Digest Awards 
- Candidatura Miglior attrice comica in una soap-opera, per Beautiful (1990)
- Candidatura Miglior attrice non protagonista in una soap-opera, per Beautiful (1991)
- Candidatura Miglior attrice non protagonista in una soap-opera, per Beautiful (1992)
- Candidatura Miglior attrice comica in una soap-opera, per Beautiful (1993)
- Candidatura Miglior attrice non protagonista in una soap-opera, per Beautiful (1994)
- Candidatura Miglior personaggio femminile, per Beautiful (1997)

 TV Golden Boomerang Awards 
- Miglior attrice non protagonista, per Beautiful (2004)